# Carolina Elías
Ana Carolina Elías Espinoza (San Salvador, 1976) es una abogada y activista feminista salvadoreña afincada en Madrid. Reconocida por su trabajo en defensa de las trabajadoras del hogar y los cuidados, desde 2023 es concejala en el Ayuntamiento de Madrid. 

## Trayectoria
Se licenció en Ciencias Jurídicas por la Universidad Centroamericana José Simeón Cañas de San Salvador en 2001,y comenzó su activismo por los derechos de las mujeres en colaboración con la asociación Mujeres Transformando, defensora de los derechos laborales de las trabajadoras de las maquilas y también con la organización feminista Las Dignas, fundada por activistas como Morena Herrera.
Se trasladó a España en el año 2009 con una beca de la Fundación Carolina para estudiar el Máster Oficial Igualdad de Género en Las Ciencias Sociales de la Universidad Complutense de Madrid (UCM). Después comenzó un doctorado en estudios interdisciplinares de género en la Universidad Autónoma de Madrid (UAM) que tuvo que abandonar a los tres años al resultar incompatible la dedicación a los estudios con su supervivencia. En estas circunstancias, fue consciente de que solo encontraría empleo como trabajadora del hogar y que lo mismo le sucedía al resto de las mujeres migrantes en España. Así, comenzó su activismo por los derechos de las trabajadoras domésticas en este país que se consolidó cuando se convirtió en presidenta de la asociación Servicio Doméstico Activo, SEDOAC, cargo que ostentó entre 2014 y 2023.
En 2019, el Ayuntamiento de Madrid, en colaboración con SEDOAC, creó en el barrio de Usera el Cethyc, un centro de atención integral y empoderamiento para trabajadoras del hogar que ofrecía asistencia jurídica, laboral y psicológica, junto a actividades formativas e informativas. Elías fue la coordinadora del centro durante el tiempo que duró el proyecto que, planificado para 4 años, se quedó sin financiación pública a los 6 meses de su inauguración.
En las elecciones municipales de 2023 en Madrid, se convirtió en la primera salvadoreña en ser concejala del Ayuntamiento de Madrid, cargo al que accedió como parte del partido Más Madrid.

## Reconocimientos
En 2021, su activismo contra las situaciones de abuso que sufren las trabajadoras del hogar fue galardonado en la III Edición de los Premios Desalambre, organizados por el medio de comunicación elDiario.es como reconocimiento al compromiso con los derechos humanos. Un año después, recibió el Premio InfoLibre 2022 en la categoría de Compromiso Social que entrega el periódico digital InfoLibre.